# Stekende wolfsklauw
De stekende wolfsklauw (Lycopodium annotinum) is een vaste plant die behoort tot de wolfsklauwfamilie (Lycopodiaceae). De soort staat op de Nederlandse Rode lijst planten als zeer zeldzaam en matig in aantal afgenomen. De plant komt in het oosten van Nederland voor. De plant is groenblijvend.
De plant wordt 5-10 cm hoog en heeft een kruipende, tot meer dan 1 m lange hoofdstengel. De onvruchtbare bladeren staan in spiralen, zijn hard en hebben een stekelige punt. De bladeren aan de hoofdstengel zijn aan de onderzijde niet omhoog gekromd.
De aren verschijnen in augustus en september en staan alleen aan de einden van de zijtakken. De aren bestaan uit vruchtbare bladeren, waarop aan de bovenzijde van de bladvoet grote, dikwandige, niervormige sporangiën zitten. De wortels zijn gaffelvormig vertakt.
De stekende wolfsklauw komt voor op vochtige, zure grond langs de rand van het bos, tussen de heide en onder kruipwilgen.

## Plantengemeenschap
De stekende wolfsklauw is een kensoort voor de klasse van naaldbossen (Vaccinio-Piceetea).

## Externe links

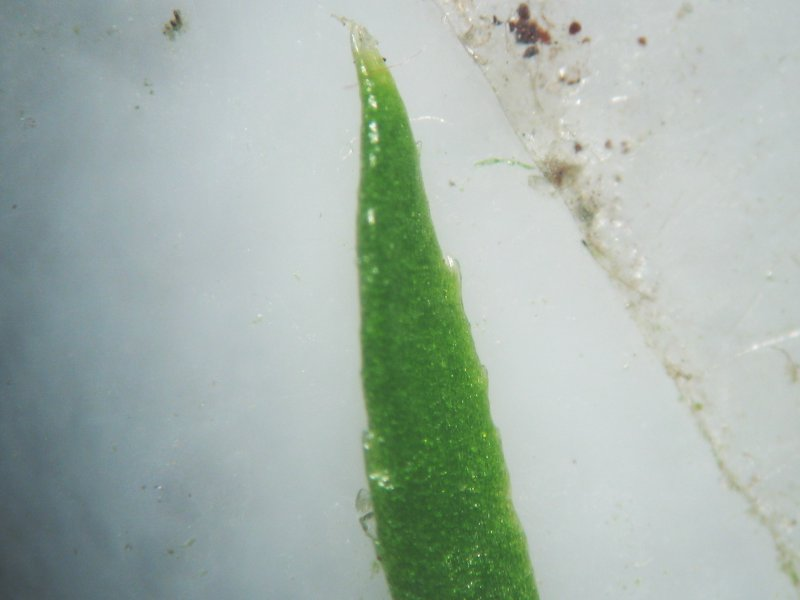
Bladpunt